# Dorothy Bussy
Dorothy Bussy (cognom de soltera: Strachey; 24 de juliol de 1865 - 1 de maig de 1960) fou una novel·lista i traductora anglesa, propera al grup de Bloomsbury.

## Família i infantesa

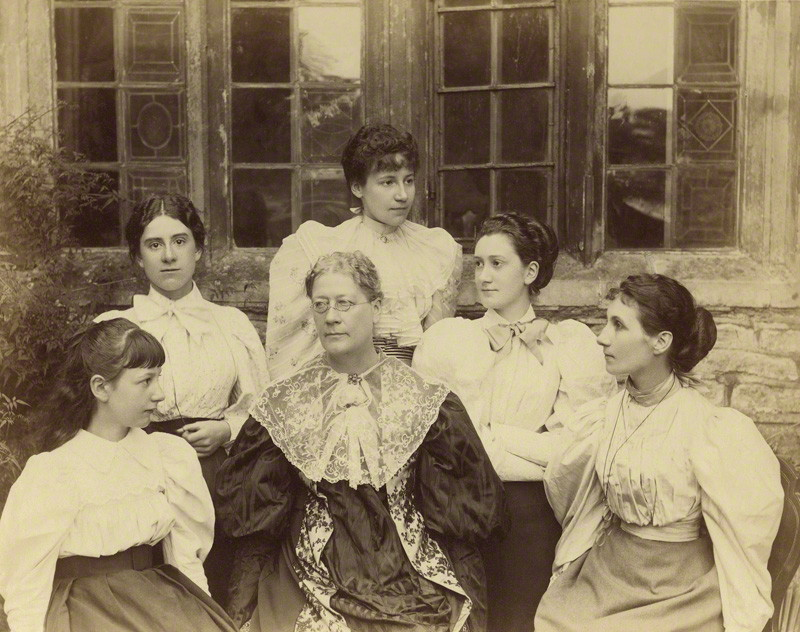
Senyora Strachey i filles, ca. 1893 (Dorothy és la 2a per l'esquerra)

Dorothy Bussy era membre de la família Strachey, una dels deu fills de Jane Strachey i el soldat i administrador de l'Imperi britànic Sir Richard Strachey. Era germana de l'escriptor i crític Lytton Strachey i del primer traductor anglés de Sigmund Freud, James Strachey. Estudià a l'escola femenina de Marie Souvestre a Els Ruches, Fontainebleau, i més tard a Anglaterra quan Souvestre traslladà l'escola a Allenswood. Anys més tard fou professora amb Souvestre, i tingué com a alumna Eleanor Roosevelt.

## Vida personal

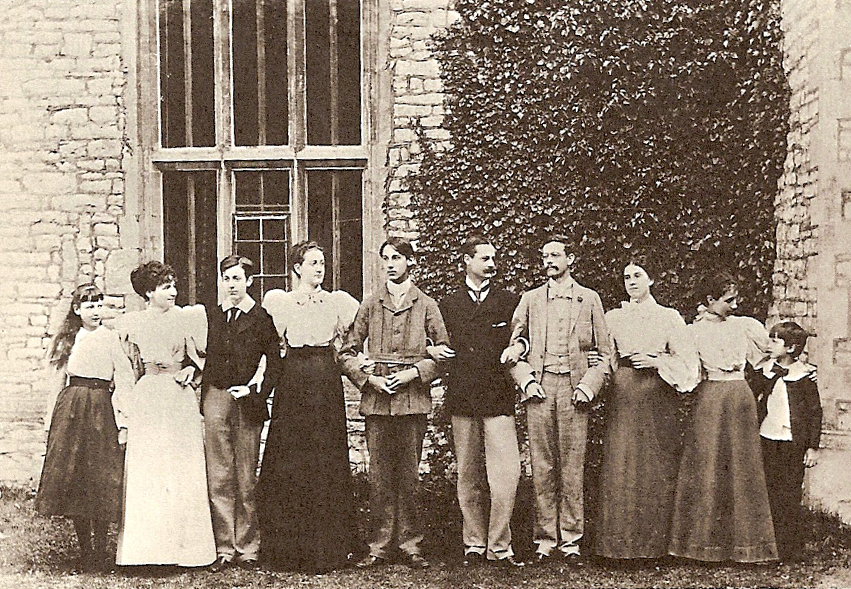
Els fills i filles de Richard Strachey. Dorothy és la segona per l'esquerra

El 1903, Dorothy es casa amb el pintor francés Simon Bussy (1870–1954), amic de Matisse, i proper al cercle de Bloomsbury. De família humil, era fill d'un sabater de la ciutat de Dole a Jura, la qual cosa s'enfrontava al liberalisme de, entre d'altres, la Sra. Strachey. El drama familiar "sacsejà el règim de Lancaster Gate fins als fonaments", i, malgrat la desaprovació silenciosa dels Strachey de major edat, Dorothy continuà decidida a casar-se amb ell amb el que el seu germà Lytton més tard anomenà "coratge extraordinari". A la fi, obtingué l'aprovació del seu germà, malgrat que a Lytton no li agradava el pintor, que es negava a parlar anglés.
Es creu que Dorothy era bisexual i tingué una aventura amb Ottoline Morrell, a qui el seu marit havia dibuixat. Fou amiga de Charles Mauron, l'amant d'E. M. Forster.
La seua filla Jane Simone Bussy (1906-1960) fou pintora, i va morir accidentalment l'1 de maig de 1960. Dorothy Bussy va morir quinze dies després.

## Obra
Bussy publicà anònimament una novel·la, Olivia, el 1949, impresa per Hogarth Press, l'editorial de Leonard i Virginia Woolf, en què els amors lèsbics s'embullen en l'atmosfera emocional, sexualment carregada de pedagogia eròtica d'una escola femenina. A més a més de basar-se en les seues experiències a les escoles de Marie Souvestre, el tema probablement està influït per la pel·lícula alemanya del 1931 Mädchen en uniforme, distribuïda a Anglaterra abans de la Segona Guerra Mundial. També pot deure's en part a la novel·la de Colette, Claudine at School (1900). La novel·la de Bussy es traduí al francés i aparegué a França amb una introducció de Rosamond Lehmann. El 1951, la novel·la passà a la pantalla gran com a Olivia, amb els elements lèsbics atenuats, per Jacqueline Audry. Es va emetre una novel·la radiofònica de la BBC en la dècada dels 1990. El 1999, aparegué en el número 35 en la llista de les 100 millors novel·les de gais i lesbianes de Publishing Triangle.
Bussy fou amiga de l'autor francés Premi Nobel, André Gide, a qui conegué per casualitat a l'estiu del 1918 i amb qui entaulà una vívida correspondència. Ella va traduir-li totes les obres a l'anglés. De fet, Bussy havia escrit Olivia el 1935, però el poc entusiasme d'André Gide en llegir-la la va convéncer de deixar-la en un calaix fins a la seua publicació. La seua llarga amistat a distància durà més de trenta anys. Les cartes estan publicades per Richard Tedeschi: Cartes seleccionades de Andre Gide i Dorothy Bussy, i també n'hi ha una edició francesa de tres volums. Les originals se'n conserven a la Biblioteca Britànica.

## Llegat
Olivia Records fou un col·lectiu fundat el 1973 per a gravar i comercialitzar música de dones, anomenat així en honor a la protagonista de la novel·la del 1949, Olivia, de Bussy.